# Plectocryptus intermedius
Plectocryptus intermedius là một loài tò vò trong họ Ichneumonidae.